# Canovelles
Canovelles – gmina w Hiszpanii, w prowincji Barcelona, w Katalonii, o powierzchni 6,76 km². W 2011 roku gmina liczyła 16 090 mieszkańców.